# Süleyman Bekmezci
Süleyman Bekmezci (ur. 15 listopada 1995) – turecki lekkoatleta specjalizujący się w biegach średnich i długich.
W 2013 sięgnął po srebro mistrzostw Europy juniorów oraz zdobył brąz na mistrzostwach krajów bałkańskich. Medalista mistrzostw Turcji.

## Osiągnięcia
| Rok  | Impreza                                   | Miejsce      | Konkurencja         | Lokata      | Wynik   |
| ---- | ----------------------------------------- | ------------ | ------------------- | ----------- | ------- |
| 2012 | Mistrzostwa Europy w biegach przełajowych | Budapeszt    | bieg juniorów       | 25. miejsce | 19:30   |
| 2013 | Halowe mistrzostwa krajów bałkańskich     | Stambuł      | bieg na 3000 metrów | 5. miejsce  | 8:19,71 |
| 2013 | Mistrzostwa Europy juniorów               | Rieti        | bieg na 1500 metrów | 2. miejsce  | 3:44,45 |
| 2013 | Mistrzostwa krajów bałkańskich            | Stara Zagora | bieg na 1500 metrów | 3. miejsce  | 3:45,19 |
| 2013 | Mistrzostwa krajów bałkańskich            | Stara Zagora | bieg na 3000 metrów | 4. miejsce  | 8:23,87 |
| 2014 | Mistrzostwa świata juniorów               | Eugene       | bieg na 1500 metrów | eliminacje  | 3:49,01 |
| 2014 | Mistrzostwa Europy w biegach przełajowych | Samokow      | bieg juniorów       | 15. miejsce | 20:45   |
| 2015 | Młodzieżowe mistrzostwa Europy            | Tallinn      | bieg na 1500 metrów | eliminacje  | 3:45,85 |
| 2017 | Młodzieżowe mistrzostwa Europy            | Bydgoszcz    | bieg na 1500 metrów | 12. miejsce | 3:54,63 |

## Rekordy życiowe
- bieg na 1500 metrów (stadion) – 3:41,92 (2016)
- bieg na 1500 metrów (hala) – 3:46,17 (2014)
- bieg na 3000 metrów (stadion) – 8:23,87 (2013)
- bieg na 3000 metrów (hala) – 8:07,63 (2014)